# Hofgartentor

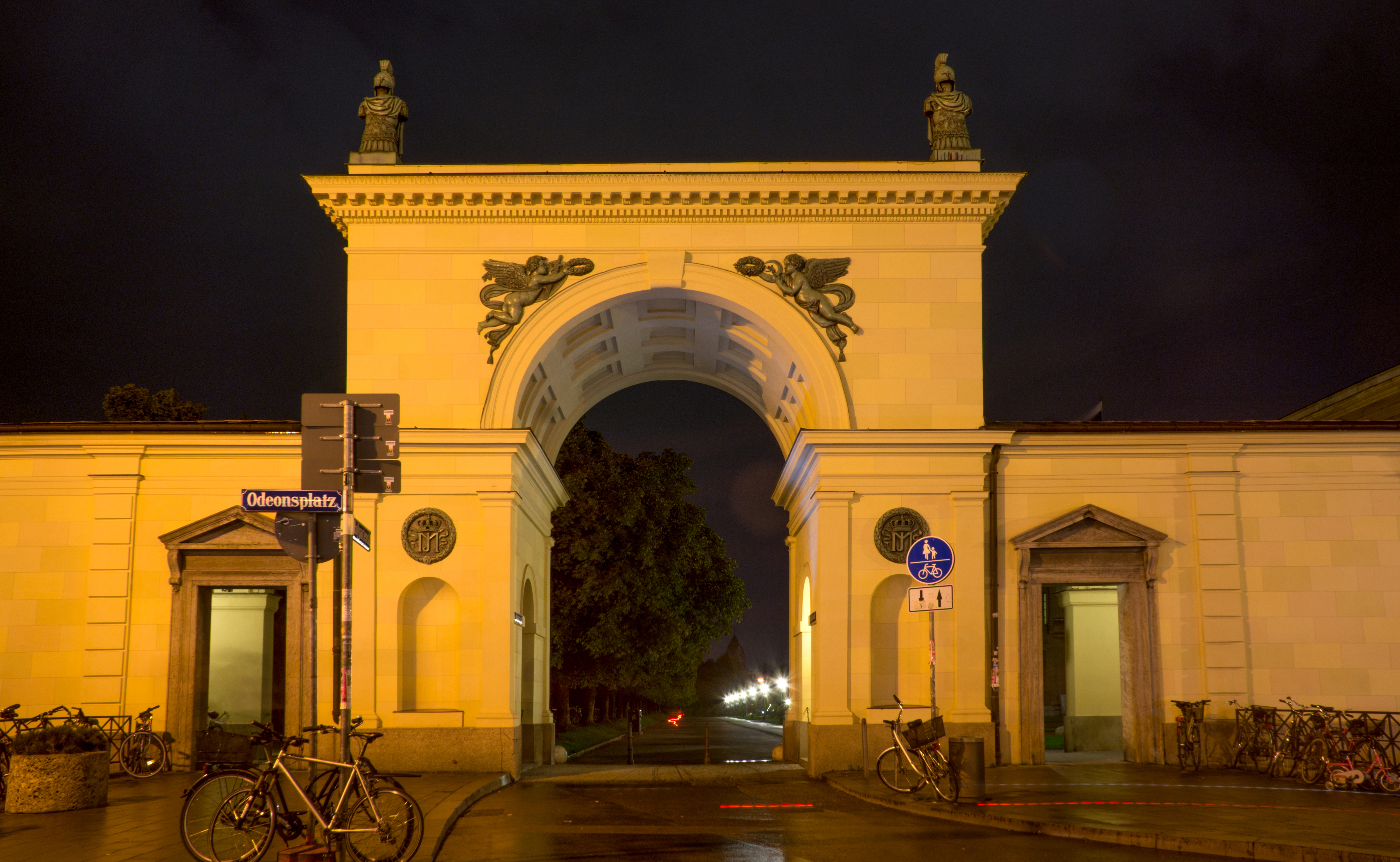
Hofgartentor, Westseite zum Odeonsplatz

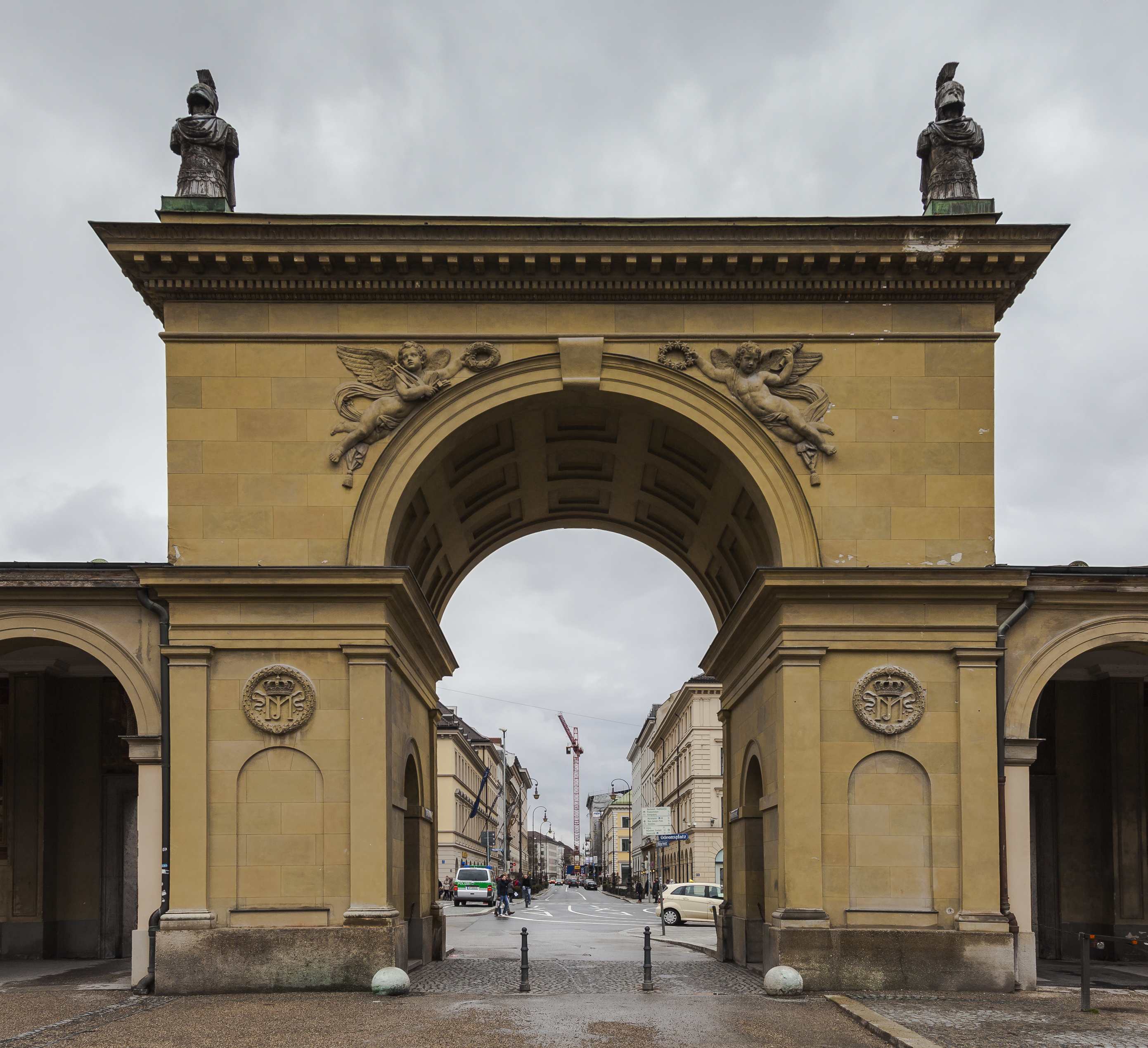
Hofgartentor, Ostseite zum Hofgarten

Das Hofgartentor befindet sich am Odeonsplatz in der Altstadt Münchens und bildet die Eingangspforte zur Hofgartenstraße. Es entstand zwischen 1816 und 1818 unter König Ludwig von Bayern und machte den bedeutenden Architekten Leo von Klenze bekannt.

## Geschichte
Das Hofgartentor wurde in der Art eines römischen Triumphbogens an die Residenz angrenzend angelegt. Zu Ehren seines Vaters Max Joseph, dem vorhergehenden König von Bayern, ließ Ludwig I. Medaillons mit einer Königskrone und den Initialen „MJ“ an den Säulen des Tors anbringen. Am unteren Rand des umgebenden Lorbeerkranzes ist ein kleiner Löwe als das bayerische Wappentier zu erkennen. Unterhalb der Medaillons befinden sich bogenförmige Nischen, in die Skulpturen hätten eingefügt werden können, die jedoch nie angefertigt wurden. Im Norden befindet sich das im Rahmen der Neuanlage des Odeonsplatzes 1824–1826 errichtete Bazargebäude, das das vormalige Turnierhaus ersetzte. In der Achse von der Brienner Straße bildet es den Eingang zum Hofgarten. 
Das Tor wird zu beiden Seiten von zwei kleineren Durchgängen eingefasst, denen die Hofgartenmauer folgt, hinter der sich die Hofgartenarkaden verbergen, die mit kunstvollen Malereien der bayerischen Geschichte und der Wittelsbacher Herrschaft verziert sind. Auf dem Dach des Tors befinden sich aus Blei gegossene Trophäen von Ernst Mayer; an der Fassade vier Genien zu Landwirtschaft, Kunst, Kriegswesen und Wissenschaft. Klenze hatte die vier Bronzereliefs mit geflügelten Genien für das Hofgartentor bei Johann Baptist Stiglmaier in Auftrag gegeben. Die Fresken in den Arkaden entstanden ab 1826 unter der Leitung des Historienmalers Peter von Cornelius.
Das Hofgartentor bildet den Anfang der klassizistischen Umgestaltung Münchens, an der Leo von Klenze als Hofarchitekt von König Ludwig I. maßgeblichen Anteil hatte. Anlässlich des Besuches Kaiser Wilhelms II. in München im November 1906 wurde die Stadt festlich dekoriert, darunter das Hofgartentor. Bis zur Vollendung des Karl-Scharnagl-Rings war die Hofgartenstraße für den Kraftfahrzeugverkehr als Einbahnstraße geöffnet. Seither ist sie größtenteils Fußgängerzone und Fahrradweg und nur ab dem Anschluss der Alfons-Goppel-Straße für den Kraftfahrzeugverkehr befahrbar. 
Am 8. Juni 2015 schlug ein Blitz in das Hofgartentor ein. In der hölzernen Dachstuhlkonstruktion entwickelte sich ein kleiner Schwelbrand, der glücklicherweise rasch gelöscht werden konnte. 2016 wurde eine umfassende Sanierung fertiggestellt. Die Gesamtkosten wurden durch Spenden der Deutschen Stiftung Denkmalschutz, der Dr. Fritjof Regehr-Stiftung sowie der Stiftung Straßenkunst der Stadtsparkasse München getragen.

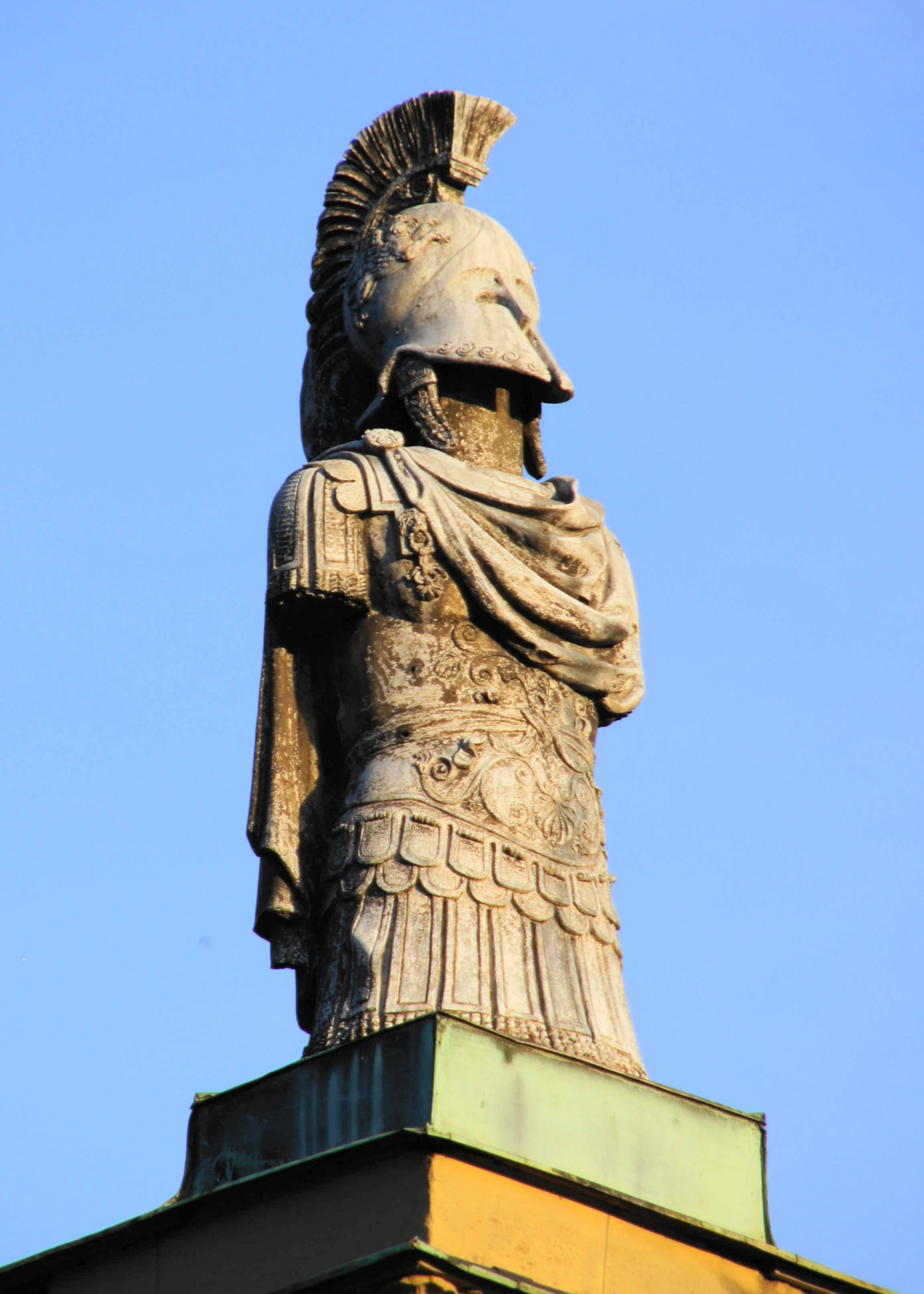
Eine der vier Skulpturen von Ernst Mayer, einem spartanischen Krieger nachempfunden, auf dem Dach des Hofgartentors
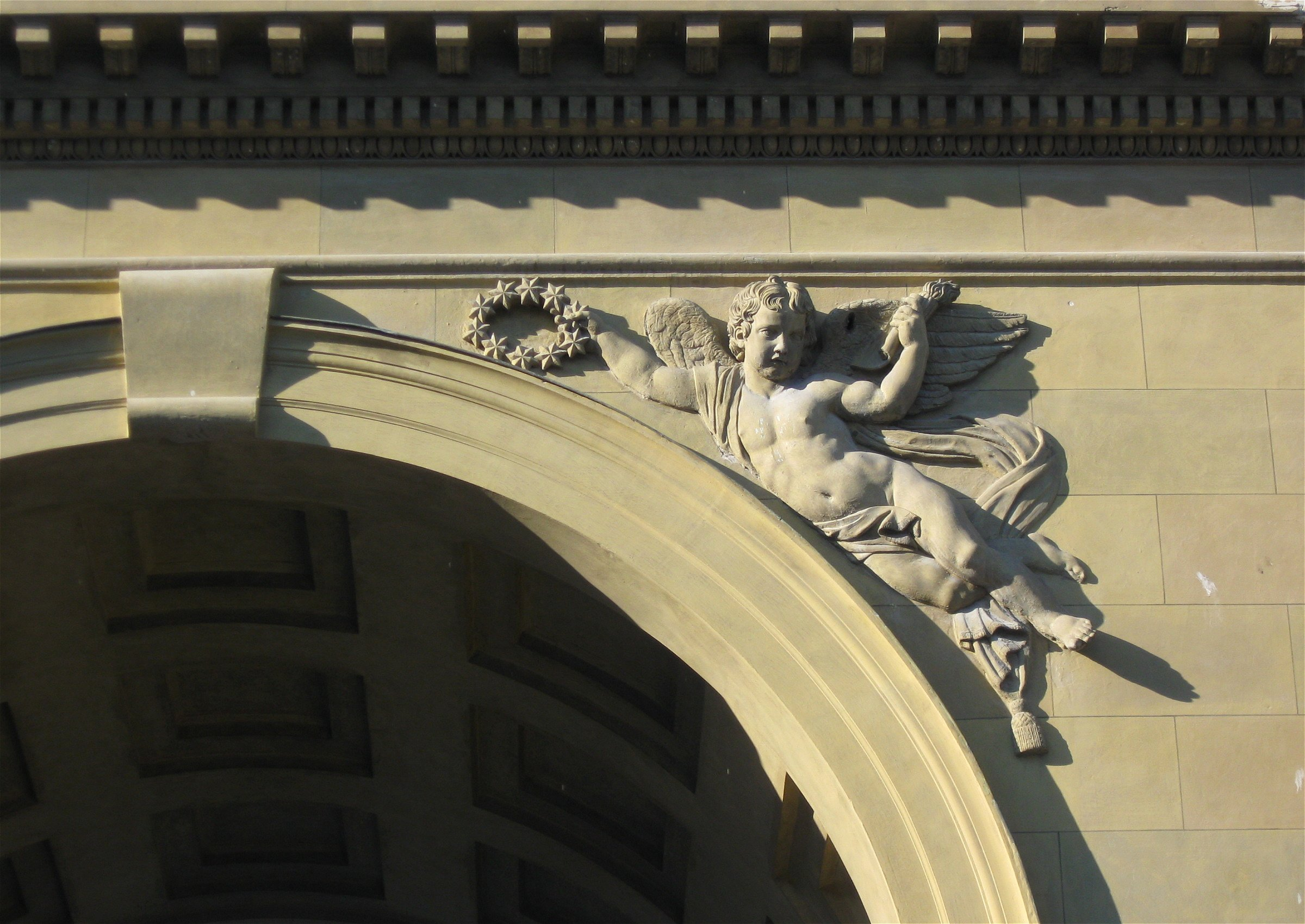
Eine der vier Genien
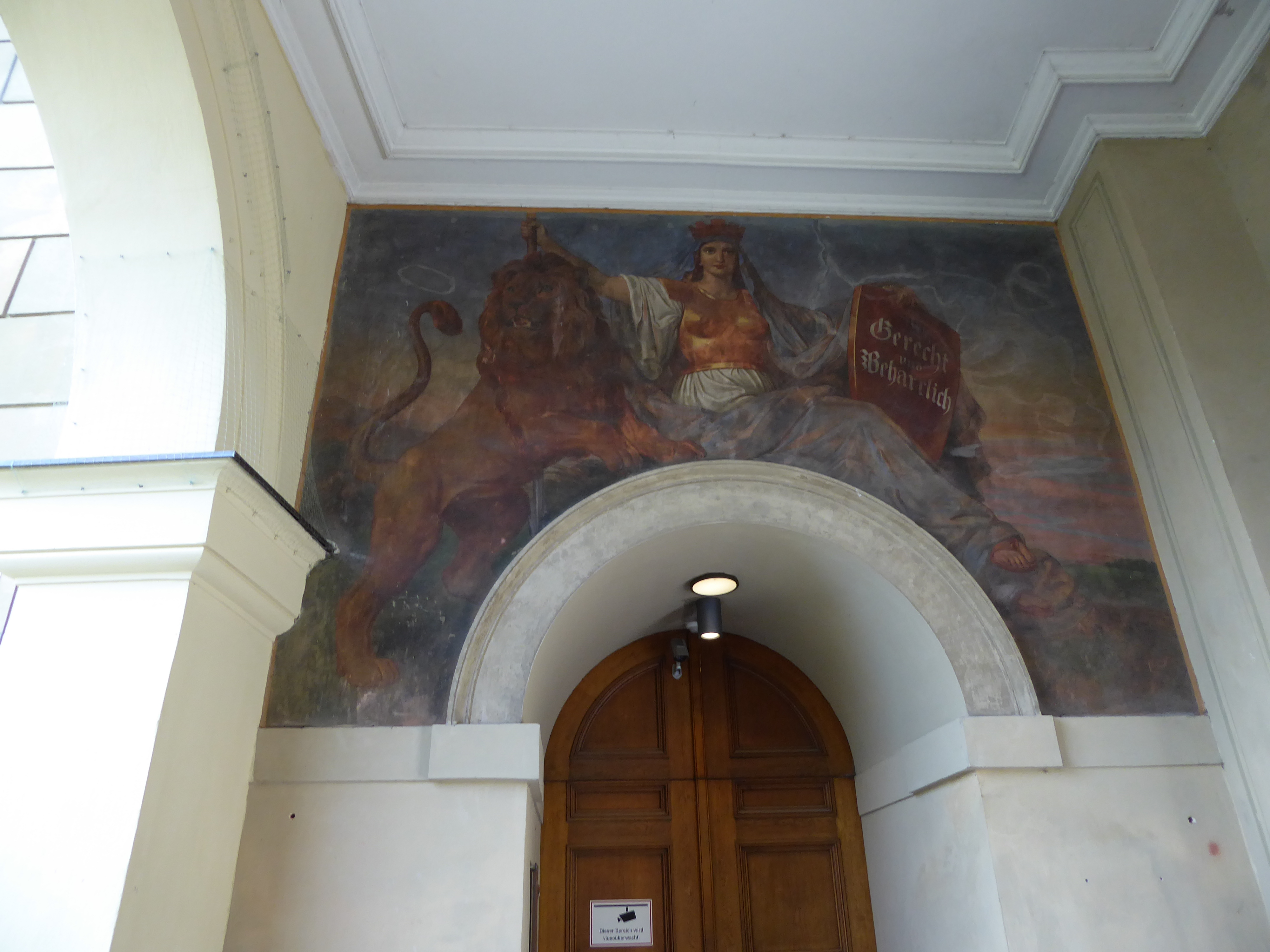
Gemälde der Patrona Bavariae innerhalb der Südseite des Hofgartentors mit dem Wahlspruch König Ludwig I.: Gerecht und Beharrlich
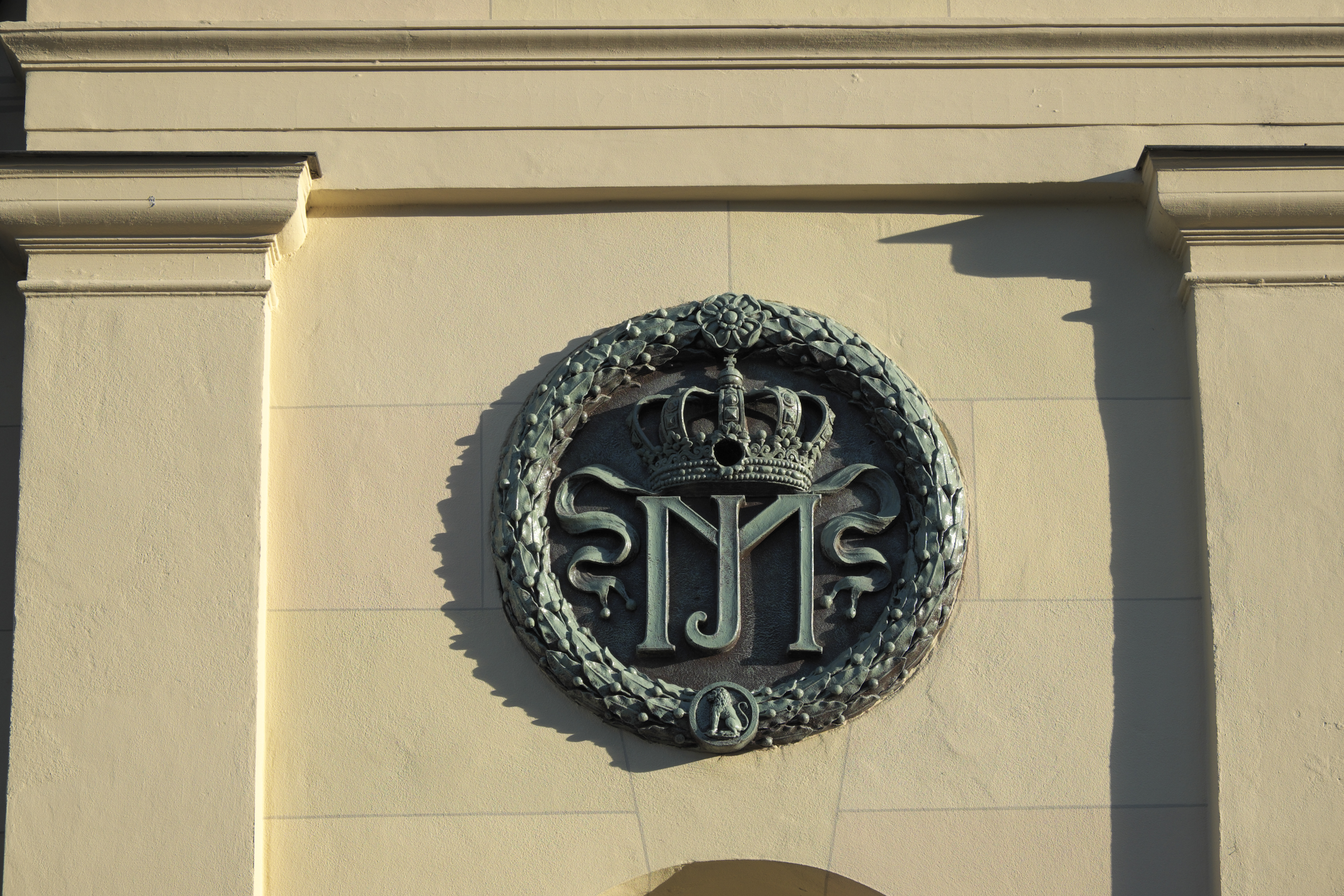
Eines der vier Medaillons mit einer Königskrone und den Initialen „MJ“ an den Säulen des Tors. „MJ“ steht für die Initialen des  Königs von Bayern, Maximilian I. Joseph
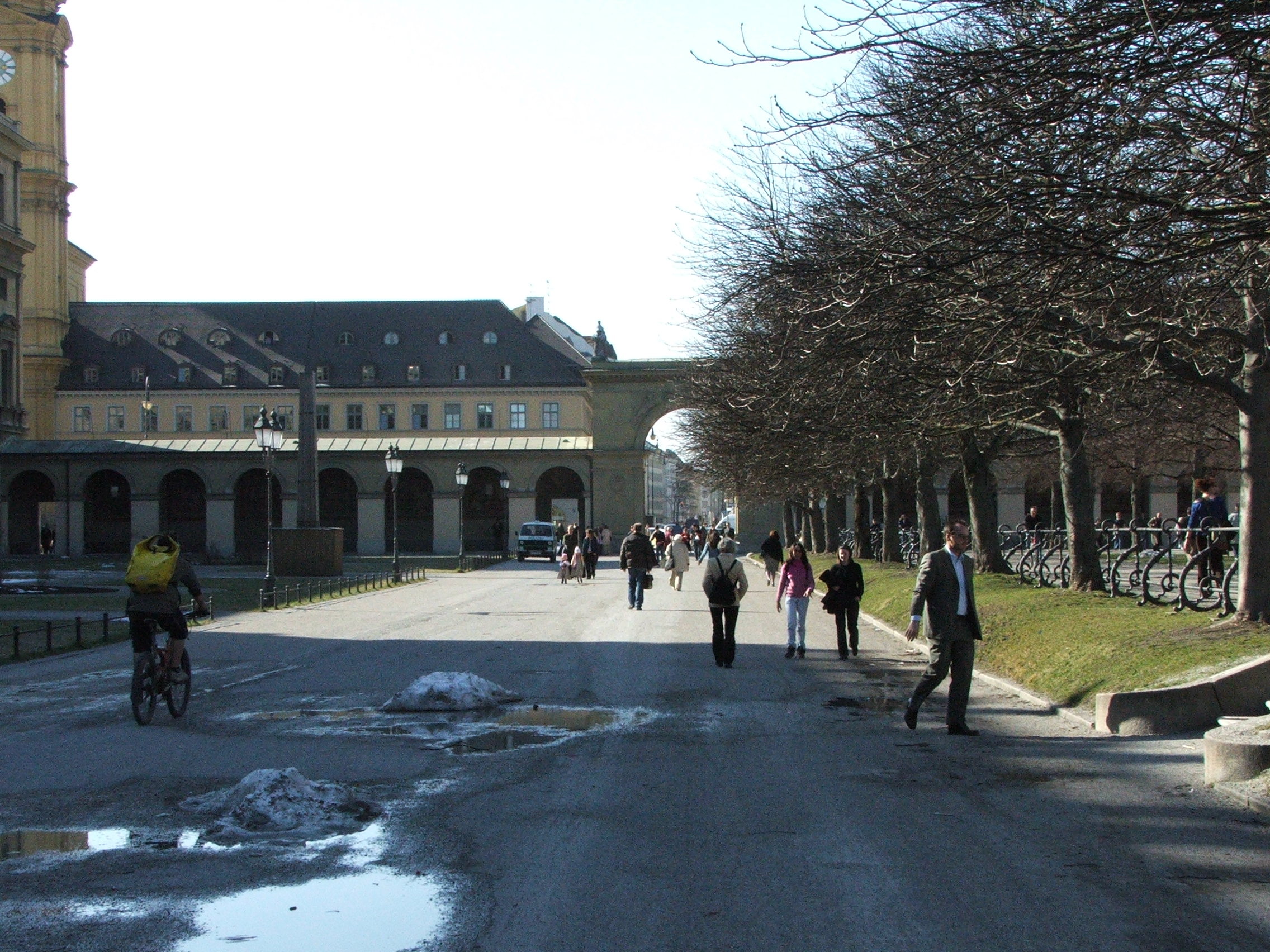
Hofgartenstraße mit Blick durch das Hofgartentor zum Odeonsplatz
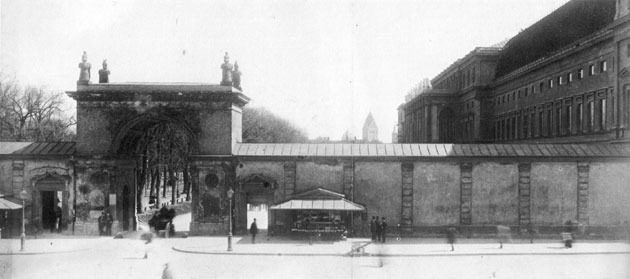
Hofgartentor um 1895